# ジョン・ジェイコブ・アスター
ジョン・ジェイコブ・アスター（英: John Jacob Astor、出生時はヨハン・ヤーコプ・アストアあるいはアストル〈共にドイツ語読み〉独: Johhan Jakob Astor、1763年7月17日-1848年3月29日）は、アメリカ合衆国の財閥アスター家の祖である実業家。アメリカ初のミリオネアになった。アメリカで初めてトラストを創設し、毛皮貿易、不動産およびアヘンからその資産を築いた。
アスターはドイツの貧しい家の出であり、ロンドンに、続いてアメリカ独立戦争後のアメリカに移民した。五大湖やカナダに跨る毛皮貿易帝国を作り上げ、後にはアメリカ合衆国西部や太平洋岸まで拡大した。1800年代初期、ニューヨーク市の不動産を手掛け、後には美術等文化事業の著名なパトロンになった。
1848年に亡くなったとき、アスターはアメリカ合衆国で最も富裕な人物であり、少なくとも2,000万ドル相当と見積もられる資産を遺した。

## 伝記

### 初期の経歴
アスターの祖先はサヴォイアから逃げてきたフランス系のヴァルド派教徒だった。アスターは、19世紀にドイツのバーデンの一部となった古い宮中伯領にあるハイデルベルクに近いヴァルドルフ（現在はライン＝ネッカー郡）で生まれた。名前が同じ父のヨハン・ヤーコプ・アスターは肉屋だった。息子の方のアスターはロンドンで楽器を作っていた兄のゲオルク（後にジョージ）・アスターのために働きながら英語を学んだ。
アスターは、アメリカ独立戦争が終わって間もない1784年３月にアメリカ合衆国に到着した。アメリカン・インディアンと毛皮の交易を行い、続いて1780年代暮れにニューヨーク市で毛皮商品の店を始めた。
アスターはサラ・トッドと結婚した。アスターは「私が知る中でもサラは最もビジネスセンスがある」と言った、と伝えられている。

### 毛皮貿易からの資産
アスターは、1794年にイギリスとアメリカ合衆国の間で結ばれたジェイ条約によって、五大湖とカナダの新しい市場が開けた利点を生かした。1800年までに25万ドル近くを蓄え、毛皮貿易では指導的存在の一人となった。1800年、アメリカでは初めての中国貿易船エンプレス・オヴ・チャイナの例に続いて、中国の広東で毛皮、茶および白檀材を貿易し、それから大きな利益を得た。しかし、1807年の通商禁止法でその輸出入事業が妨害された。アスターはトーマス・ジェファーソン大統領の許可を得て、1808年4月6日にアメリカ毛皮会社を設立した。後にコロンビア川や五大湖地域での毛皮貿易を統括するために、子会社である太平洋毛皮会社と南西毛皮会社（カナダ人との共同経営）を作った。
コロンビア川の交易基地、アスター砦（1811年４月設立）は太平洋岸ではアメリカ初の地域社会となった。1810年から1812年に掛けての山岳地を行くアスター遠征隊に出資し、これが交易基地となる場所に到着した。遠征隊の隊員はサウス・パスを発見し、その後ここを通って数多い開拓者達がロッキー山脈を抜け、オレゴン・トレイル、カリフォルニア・トレイルおよびモルモン・トレイルに進んだ。
アスターの毛皮貿易事業（en:American Fur Company、en:Pacific Fur Company、en:Southwest Fur Company）は、米英戦争のときにイギリス軍がアスターの交易基地を占領したことで妨害された。1817年にアメリカ合衆国議会が保護貿易の法を通し、合衆国領土から外国人貿易業者を締め出したことで、その事業も立ち直った。アスター率いるアメリカ毛皮会社は五大湖地域周辺での交易を支配するようになった。1822年、アスターは再編成したアメリカ毛皮会社の本社としてヒューロン湖のマキナック（マキノー）島に「アスター・ハウス」を建て、この島を毛皮貿易の中心地とした。これについてはワシントン・アーヴィングの旅行記『アストリア』（Astoria）には文書や日記に基づく長い記述がある。
1804年、アスターはアーロン・バーからマンハッタンの資産を99年間借用する、という条件で購入した。当時、バーはトーマス・ジェファーソン政権での副大統領であり、その購入代金62,500ドルを是が非でも必要としていた。借地は1866年まで続けられた。アスターはその土地を250近くに区切り、これらを又貸しした。その条件は店子が21年間その土地で何をやってもよく、その期限が過ぎれば借用を更新するか、アスターが引き取るというものだった。

### 不動産と引退
1830年代、アスターは次に経済好況がニューヨークにもたらされた時、ニューヨーク市はすぐに世界最大の都市の一つとして頭角を現すだろうと予見した。アスターはアメリカ毛皮会社やその他の事業から引退し、その売却資金を使ってマンハッタンの広大な不動産を購入して開発した。マンハッタン島北方の急速な成長を予測し、現在の市域を超えて次から次に土地を購入した。アスターはその土地に建物を建てることは滅多になく、他人にそれを使わせては賃料を手に入れた。

## 毛皮貿易撤退後

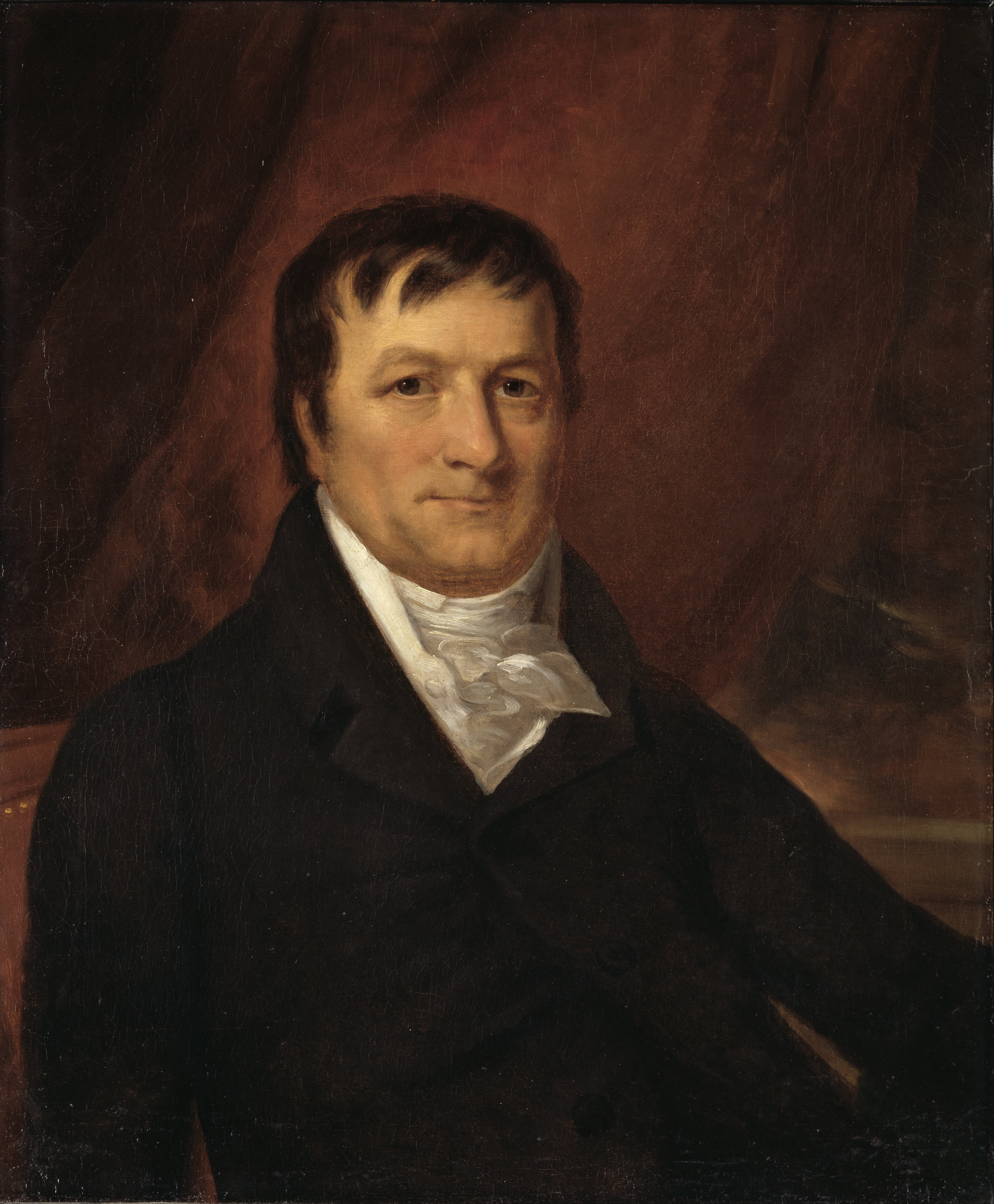
ジョン・ジェイコブ・アスター(ジョン・ウェズリー・ジャービス画。ナショナル・ポートレート・ギャラリー所蔵)

アスターはその事業からの撤退後、残りの人生を文化事業のパトロンとして過ごした。鳥類学者ジョン・ジェームズ・オーデュボンや詩人で作家のエドガー・アラン・ポーを支援し、またヘンリー・クレイの大統領選挙運動を支えた。
1848年にアスターが死んだ時にはアメリカ合衆国で最も裕福な人物となっており、少なくとも2,000万ドルと見積もられる資産を遺した。その遺志でニューヨーク市の大衆のためにアスター図書館を建てる費用として40万ドルを遺贈した（後にニューヨーク公共図書館に統合された）。またドイツの故郷ヴァルドルフにある救貧院には５万ドルを寄付した。
アスターはその遺産の大半を次男のウィリアム・バックハウス・アスター・シニアに遺した。長男のジョン・ジェイコブ２世は精神障害があり、その人生を全うするに十分な医療費は遺された。
アスターはニューヨーク市マンハッタン区のトリニティ教会墓地に埋葬されている。ハーマン・メルヴィルは短編『代書人バートルビー』(Bartleby the Scrivener) でニューヨーク初期の資産家の象徴としてアスターを扱った。 
ニューヨーク公共図書館（五番街と42番街角）入り口に座っている２頭のライオン大理石像は元々レオ・アスターとレオ・レノックスと名付けられており、図書館の創設者であるアスターとジェイムズ・レノックスに因む命名だった。その後ロード・アスターとレディ・レクソンと呼ばれるようになった（２頭共に雄）。ニューヨーク市長フィオレロ・ラ・ガーディアは世界恐慌のさなかに２頭を「忍耐」(Patience) と「不屈」(Fortitude) と改名した。

## 子供達
1. モードリン（1790年-1791年）
2. ジョン・ジェイコブ・アスター2世（1791年-1879年）[2]
3. ウィリアム・バックハウス・アスター・シニア（英語版）（1792年-1875年）
4. ドロシー（1795年-1853年）
5. ヘンリー（1797年-1799年）
6. エリザ（1801年-1838年）
7. ジェイコブ・ウォーンドルフ（1802年）